# Bonfield, Ontario
Bonfield är en kommun och ort i Kanada.   Den ligger i provinsen Ontario, i den sydöstra delen av landet, 280 km väster om huvudstaden Ottawa. Bonfield ligger 242 meter över havet och antalet invånare är 2 016.